# Sobrance
Sobrance és una ciutat d'Eslovàquia. Es troba a la regió de Košice, és capital del districte de Sobrance.

## Història
La primera referència escrita de la vila data del 1334.

## Demografia
| Godina             | 1994 | 2004   | 2014   | 2024   |
| ------------------ | ---- | ------ | ------ | ------ |
| Nombre de persones | 6188 | 6296   | 5981   | 5789   |
| Diferència         |      | +1,74% | −5,00% | −3,21% |

| Godina             | 2023 | 2024   |
| ------------------ | ---- | ------ |
| Nombre de persones | 5827 | 5789   |
| Diferència         |      | −0,65% |

## Ciutats agermanades
- Lubaczów, Polònia